# Jufureh
Jufureh, Juffureh o Juffure ([dʒufure]) es una población de Gambia en la División North Bank, a orillas del río Gambia, distrito de Upper Niumi.

## Historia

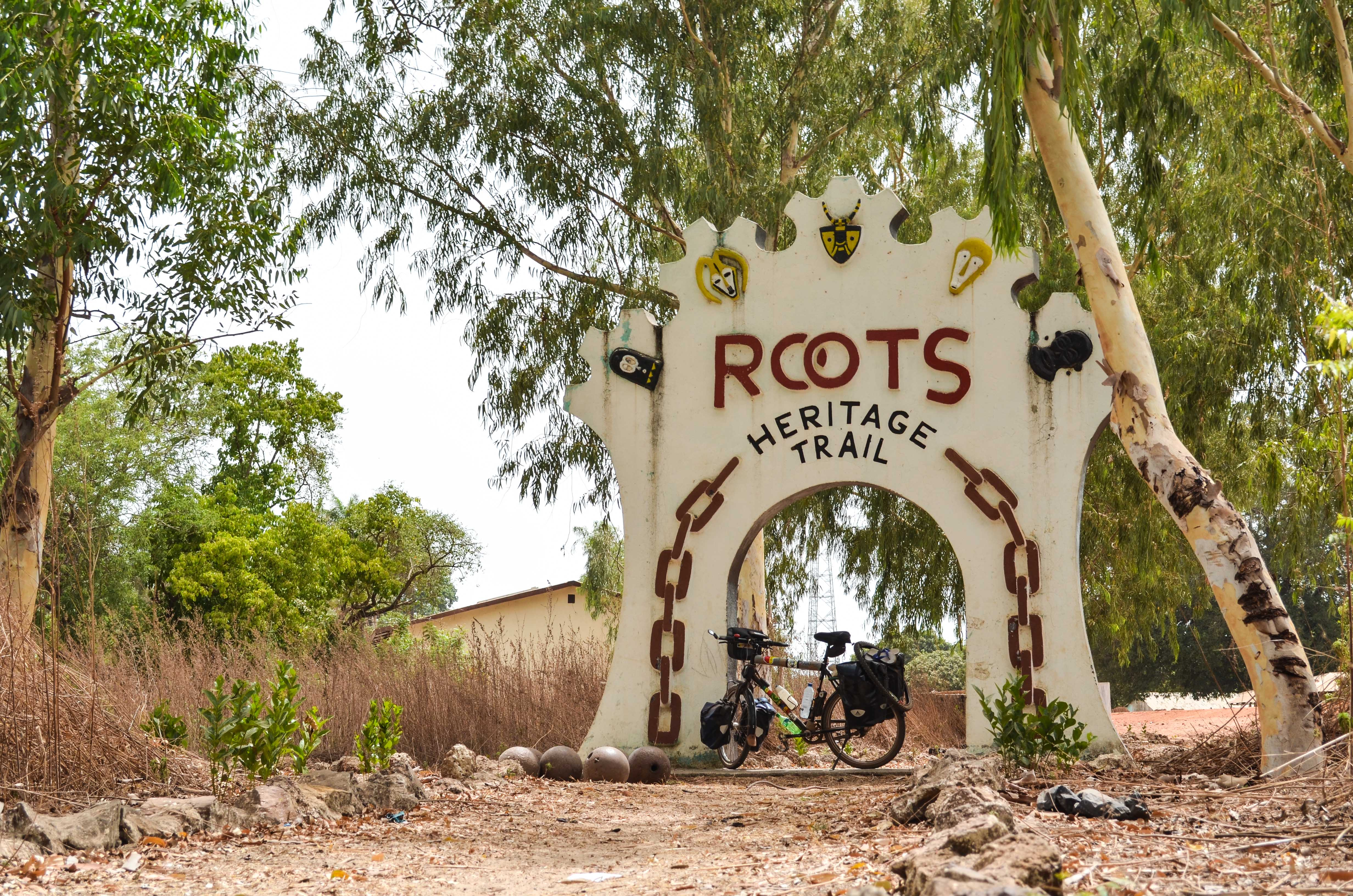

De 1651 al 1659 perteneció a Curlandia y de 1659 al 1661 a Países Bajos, pasando después a los británicos, que de hecho la terminaron abandonando. En 1681 los franceses establecieron una factoría a unos dos o tres kilómetros al oeste, llamada Fort Albreda, en la población de Albreda (Albadarr).
Jufureh se hizo famosa por ser el supuesto origen de Kunta Kinte, el personaje central derivado de la tradición oral de la novela Raíces de Alex Haley, escrita en 1976, que inspiró posteriormente una serie de televisión y por unos años fue un destino turístico.

## Demografía
Demográficamente, la religión predominante en el pueblo es el Islam. En 1999, se inauguró una mezquita y una escuela, la Mezquita y Complejo Escolar Alex Haley, donde Haley remontó sus ancestros a través de la investigación genealógica.
Juffureh está unida a la vecina población de Albadarr o Albreda, formando un núcleo con más de seis mil habitantes, de los cuales cuatrocientos corresponden a Jufureh.

## Patrimonio de la humanidad
Desde 2003, la aldea (y los sitios circundantes) es un sitio del Patrimonio Mundial de la UNESCO debido a su testimonio sobre la ocupación europea en el continente africano, el desarrollo y la posterior desaparición de la trata de esclavos.